# Václav Reisinger
Václav Reisinger, někdy psán též Věnceslav Reisinger (14. dubna 1828, Praha – 12. ledna 1893, Berlín), byl český tanečník, baletní mistr, choreograf a libretista.

## Život
Václav Reisinger se narodil jako jedno z pěti dětí Franze Reisingera (1783–1859) a Franzisky Reisingerové (1793–1864).
Jeho sestrami byly tanečnice Stavovského divadla Dorotka a Marie Reisingerové. Jeho bratrancem byl tanečník a baletní mistr Jan Nepomuk Reisinger.
Byl žákem italského baletního mistra Paola Rainoldiho. Již od svých čtrnácti let působil ve Stavovském divadle jako malý groteskní sólista (1842–1852) a následně osm let v Německu (Drážďany, Hamburk, Brémy). Po návratu do Prahy se stal v roce 1860 na čtyři roky baletním mistrem Stavovského divadla. Souběžně byl v letech 1862–1864 šéfem baletu v Prozatímním divadle. V Praze se stal průkopníkem romantického tanečního stylu. Aktivnímu tanci se na jevišti věnoval především v 50. letech 19. století (Stavovské divadlo, Prozatímní divadlo a Drážďany).
V letech 1864–1884 působil opět v Německu (baletní mistr v Lipsku 1866–1872) a v Rusku (baletní mistr ve Velkém divadle v Moskvě, 1873–1879). V Moskvě vytvořil v roce 1877 choreografii pro premiéru Čajkovského Labutího jezera.
V letech 1880–1882 působil ve Victoria Theater v Německu.
Dne 1. února 1882 byl Václav Reisinger jmenován prvním baletním mistrem v historii Národního divadla. Působil zde do 30. října 1884. V ND připravoval choreograficky taneční a baletní vložky do činoher, operet a oper. Odešel z divadla i se svou ženou poté, co se po premiéře hry Umrlčí hlava (26. 10. 1884, režie František Karel Kolár) dostal do sporu s autorem hry J. J. Kolárem, který jej obvinil z neúspěchu hry, kvůli údajnému povrchnímu nastudování baletní vložky V. Reisingerem.  Jeho nástupcem na vedoucím místě Baletu ND se stal Augustin Berger.
Po odchodu z ND působil opět v Moskvě (1884–1886, cirkus Solomonskij) a v Berlíně, kde se stal šéfem Renzova cirku.
Jeho manželkou byla tanečnice Národního divadla Emilie Kepplerová (1848–1919), se kterou se oženil během svého působení ve Victoria Theater v Německu.

## Choreografie, výběr
- 1853 Satanella, Drážďany
- 1863 Honba na medvěda, Prozatímní divadlo
- 1866 Haschisch, Lipsko
- 1871 Popelka, aneb Kouzelný střevíček (balet), Moskva
- 1872 P. Taglioni: Flick und Flock, Lipsko
- 1875 Ariadna, Velké divadlo v Moskvě
- 1877 P. I. Čajkovskij: Labutí jezero, Velké divadlo v Moskvě
- 1882 Lesní panna a cikán, Prozatímní divadlo
- 1883 Bedřich Smetana: Libuše (opera), Národní divadlo, režie František Kolár
- 1883 Bedřich Smetana: Prodaná nevěsta (opera), Národní divadlo, režie František Hynek
- 1884 Karel Kovařovic: Hašiš (balet), Národní divadlo (Reisinger byl také autorem libreta a tančil roli Achmed beye)
- 1884 Giacomo Meyerbeer: Afričanka (opera), Národní divadlo, režie František Hynek
- 1884 Charles Gounod: Faust a Markéta (opera), Národní divadlo, režie František Hynek
- 1884 Georges Bizet: Carmen (opera), Národní divadlo, režie František Hynek
- 1884 D. F. Auber: Němá z Portici (opera), Nové české divadlo, Režie Edmund Chvalovský
- 1891 Stella, Stuttgart
- 1893 Hans Sachs im Schlaraffenland, Berlín, Renzův cirkus